# Alice Castello
Alice Castello (piemontiul: Àles dël Castel) település Olaszországban, Vercelli megyében. Lakosainak száma 2484 fő (2023. január 1.). Alice Castello Borgo d’Ale, Cavaglià, Roppolo, Santhià, Tronzano Vercellese, Viverone és Settimo Rottaro községekkel határos.

## Népesség
A település népességének változása:
| Lakosok száma | 2652 | 2652 | 2484 |
|               | 2017 | 2018 | 2023 |